# Ткаченко Олексій Матвійович
Олексій Матвійович Ткаче́нко (9 березня 1916, Мервинці, Ямпільський повіт, Подільська губернія — 13 травня 1982, Москва) — радянський журналіст і військовий кореспондент.

## Біографія
Народився 9 березня 1916 року в селі Мервинці Ямпільського повіту, Подільської губернії (нині Могилів-Подільського району, Вінницької області, Україна) в родині коваля Матвія Ткаченка (?-1932) і його дружини-домогосподарки (?-1932).
У 1937 році закінчив Ленінградський державний інститут журналістики імені В. В. Воровського.
Від жовтня 1937 року він служив на Далекому Сході, в політичному відділі, в редакції газети «Красное знамя».
У 1950-1952 роках акредитований кореспондент газети «Правда» у Кореї. Повернувшись до Москви у 1952 році він написав книгу «Героїчна Корея».
У вересні 1953 року акредитований кореспондент газети «Правда» в Албанії, де працював до 1960 року.
Помер 13 травня 1982 року в Москві.